# Asperula libanotica
Asperula libanotica är en måreväxtart som beskrevs av Pierre Edmond Boissier. Asperula libanotica ingår i släktet färgmåror, och familjen måreväxter. Inga underarter finns listade i Catalogue of Life.